# Cupa României la baschet masculin 2017-2018
Cupa României la baschet masculin 2017-2018 a fost cea de a 64-a ediție a Cupei României la baschet masculin, o competiție organizată de Federația Română de Baschet (FRB) cu începere din 1954. Datele de desfășurare ale ediției 2017-2018 a Cupei precum și tragerea la sorți a primului tur au fost stabilite la sediul Federației Române de Baschet.
U-BT Cluj-Napoca a câștigat pentru a treia oară consecutiv Cupa României după ce a învins în finala desfășurată la Sfântu Gheorghe pe CSM Oradea cu scorul de 64-61. 

## Sistemul de desfășurare
Sistemul de desfășurare al Cupei României la baschet masculin pentru sezonul 2017-2018 a fost păstrat ca cel din sezonul precedent. Astfel, s-a stabilit că cele patru echipe care participă în cupele europene (U-BT Cluj-Napoca, Steaua CSM Eximbank București, CSM Oradea și CSU Atlassib Sibiu) s-au calificat direct în Final 8, iar celelalte opt echipe din Liga Națională au jucat Turul I, conform tragerii la sorți, cu meciuri tur-retur.
Meciurile din Final 8 vor fi stabilite în urma unei alte trageri la sorți. 

## Turul I
Meciurile din turul I s-au desfășurat la data de 30 septembrie 2017 (3 meciuri) și 18 octombrie 2017 (1 meci) (turul) și 3-4 octombrie 2017 (3 meciuri) și 25 octombrie 2017 (1 meci) (returul). În urma tragerii la sorți au rezultat următoarele meciuri:

### Meciurile tur
| 30 septembrie 2017 19:00 |

| Boxscore |

| SCMU Craiova                                   | 76–82 | BC SCM Timișoara                                                 |
| Scorul pe sferturi: 21-20, 20-24, 17-23, 18-15 |       |                                                                  |
| Pt: Siriscevic 17 Rec: Watson 7 Pase: Novak 5  |       | Pt: Jeremic, Diaz 15 Rec: Drăgușin 12 Pase: Calotă, Mijajlovic 5 |

| 30 septembrie 2017 19:00 |

| Boxscore |

| CS Phoenix Galați                                      | 80–47 | CS Dinamo București                            |
| Scorul pe sferturi: 26-16, 15-11, 18-9, 21-11          |       |                                                |
| Pt: Gugino 21 Rec: Pavlovic 11 Pase: Petrișor, White 4 |       | Pt: Zaharie 13 Rec: Zaharie 6 Pase: Stănescu 4 |

| 30 septembrie 2017 18:00 |

| Boxscore |

| BCM U Pitești                                  | 72–63 | BC Mureș Târgu Mureș                              |
| Scorul pe sferturi: 20-18, 11-13, 14-21, 27-11 |       |                                                   |
| Pt: Troupe 16 Rec: Nicoară 11 Pase: Kostoski 6 |       | Pt: Pita 18 Rec: Santa 10 Pase: Person, Mijovic 4 |

| 18 octombrie 2017 19:00 |

| Boxscore |

| CS Politehnica Iași                                               | 72–68 | BC Timba Timișoara             |
| Scorul pe sferturi: 22-18, 18-23, 19-14, 13-13                    |       |                                |
| Pt: Balogun 18 Rec: Tsintsadze, Amarghioalei 6 Pase: Tsintsadze 5 |       | Pt: Pavlovic 12 Rec: Popescu 9 |

### Meciurile retur
| 4 octombrie 2017 18:00 |

| Boxscore |

| BC SCM Timișoara                               | 103–105 | SCMU Craiova                                   |
| Scorul pe sferturi: 26-23, 31-30, 13-25, 33-27 |         |                                                |
| Pt: Jeremic 26 Rec: Drăgușin 13 Pase: Calotă 5 |         | Pt: Siriscevic 38 Rec: Paasoja 6 Pase: Novak 5 |

| 4 octombrie 2017 19:00 |

| Boxscore |

| CS Dinamo București                            | 69–86 | CS Phoenix Galați                             |
| Scorul pe sferturi: 21-26, 14-18, 19-23, 15-19 |       |                                               |
| Pt: Casale 13 Rec: Zaharie 14 Pase: Zaharie 4  |       | Pt: Miller 22 Rec: Gugino 11 Pase: Petrișor 5 |

| 3 octombrie 2017 18:00 |

| Boxscore |

| BC Mureș Târgu Mureș                           | 73–72 | BCM U Pitești                                    |
| Scorul pe sferturi: 17-14, 23-16, 15-18, 18-24 |       |                                                  |
| Pt: Pita 18 Rec: Mijovic 9 Pase: Person 9      |       | Pt: Agafonov 21 Rec: Agafonov 7 Pase: Kostoski 9 |

| 25 octombrie 2017 19:30 |

| Boxscore |

| BC Timba Timișoara                                        | 72–68 | CS Politehnica Iași                                             |
| Scorul pe sferturi: 23-10, 19-21, 20-19, 15-15            |       |                                                                 |
| Pt: Pavlovic 23 Rec: Popescu 10 Pase: Naylor, Jereminov 4 |       | Pt: Jones 23 Rec: Popa, Keely Jr 6 Pase: Keely Jr, Tsintsadze 3 |

Pentru Final 8 care se va juca în luna februarie 2018, din această etapă s-au calificat BC SCM Timișoara, CS Phoenix Galați, BCM U Pitești și BC Timba Timișoara.

## Final 8
Federația Română de Baschet a decis ca turneul să se desfășoare la Sfântu Gheorghe în Sepsi Arena.
În urma tragerii la sorți, care a avut loc la 26 noiembrie 2017 la Cluj Napoca, s-a stabilit următorul program:
|  | Sferturi de finală                  | Sferturi de finală                  |                                     |     | Semifinale | Semifinale |  |  | Finală | Finală |
|  |                                     |                                     |                                     |     |            |            |  |  |        |        |
|  | 10 februarie 2018 — Sfântu Gheorghe |                                     |                                     |     |            |            |  |  |        |        |
|  |                                     |                                     |                                     |     |            |            |  |  |        |        |
|  | CS Phoenix Galați                   | 67                                  |                                     |     |            |            |  |  |        |        |
|  | CS Phoenix Galați                   | 67                                  | 12 februarie 2018 — Sfântu Gheorghe |     |            |            |  |  |        |        |
|  | CSM Oradea                          | 82                                  |                                     |     |            |            |  |  |        |        |
|  | CSM Oradea                          | 82                                  | CSM Oradea                          | 71  |            |            |  |  |        |        |
|  | 10 februarie 2018 — Sfântu Gheorghe |                                     | CSM Oradea                          | 71  |            |            |  |  |        |        |
|  |                                     |                                     | Steaua CSM Eximbank București       | 65  |            |            |  |  |        |        |
|  | BC Timba Timișoara                  | 55                                  | Steaua CSM Eximbank București       | 65  |            |            |  |  |        |        |
|  | BC Timba Timișoara                  | 55                                  | 13 februarie 2018 — Sfântu Gheorghe |     |            |            |  |  |        |        |
|  | Steaua CSM Eximbank București       | 103                                 |                                     |     |            |            |  |  |        |        |
|  | Steaua CSM Eximbank București       | 103                                 | CSM Oradea                          | 61  |            |            |  |  |        |        |
|  | 11 februarie 2018 — Sfântu Gheorghe |                                     | CSM Oradea                          | 61  |            |            |  |  |        |        |
|  |                                     | U-BT Cluj-Napoca                    | 64                                  |     |            |            |  |  |        |        |
|  | CSU Atlassib Sibiu                  | U-BT Cluj-Napoca                    | 64                                  | 101 |            |            |  |  |        |        |
|  | CSU Atlassib Sibiu                  | 12 februarie 2018 — Sfântu Gheorghe |                                     | 101 |            |            |  |  |        |        |
|  | BC SCM Timișoara                    | 103                                 |                                     |     |            |            |  |  |        |        |
|  | BC SCM Timișoara                    | 103                                 | BC SCM Timișoara                    | 75  |            |            |  |  |        |        |
|  | 11 februarie 2018 — Sfântu Gheorghe |                                     | BC SCM Timișoara                    | 75  |            |            |  |  |        |        |
|  |                                     |                                     | U-BT Cluj-Napoca                    | 77  |            |            |  |  |        |        |
|  | BCM U Pitești                       | 66                                  | U-BT Cluj-Napoca                    | 77  |            |            |  |  |        |        |
|  | BCM U Pitești                       | 66                                  |                                     |     |            |            |  |  |        |        |
|  | U-BT Cluj-Napoca                    | 74                                  |                                     |     |            |            |  |  |        |        |
|  | U-BT Cluj-Napoca                    | 74                                  |                                     |     |            |            |  |  |        |        |
|  |                                     |                                     |                                     |     |            |            |  |  |        |        |

### Sferturi de finală
| 10 februarie 2018 17:15 |

| Boxscore |

| CS Phoenix Galați                              | 67–82 | CSM Oradea                                         |
| Scorul pe sferturi: 17-26, 13-17, 25-23, 12-16 |       |                                                    |
| Pt: Kalve 15 Rec: Gugino 7 Pase: Miller 7      |       | Pt: Richard 19 Rec: Gajovic 7 Pase: Kariniauskas 8 |

| 10 februarie 2018 20:00 |

| Boxscore |

| BC Timba Timișoara                             | 55–103 | Steaua CSM Eximbank București              |
| Scorul pe sferturi: 11-32, 17-28, 15-25, 12-18 |        |                                            |
| Pt: Lazar 12 Rec: Lazar 9 Pase: Dumic 6        |        | Pt: Zekovic 16 Rec: Baciu 8 Pase: Taylor 8 |

| 11 februarie 2018 17:15 |

| Boxscore |

| CSU Atlassib Sibiu                                                                              | 101–103 (OT) | BC SCM Timișoara                              |
| Scorul pe sferturi: 13-27, 26-22, 20-18, 19-11, Overtime: 10-10, Overtime: 10-10, Overtime: 3-5 |              |                                               |
| Pt: Pratt 18 Rec: Williams 16 Pase: Pratt 6                                                     |              | Pt: Calotă 31 Rec: Drăgușin 10 Pase: Calotă 6 |

| 11 februarie 2018 20:00 |

| Boxscore |

| BCM U Pitești                                    | 66–74 | U-BT Cluj-Napoca                               |
| Scorul pe sferturi: 16-20, 14-19, 17-18, 19-17   |       |                                                |
| Pt: Agafonov 19 Rec: Agafonov 12 Pase: Russell 3 |       | Pt: Lapornik 17 Rec: Barro 12 Pase: Lapornik 7 |

### Semifinale
| 12 februarie 2018 17:15 |

| Boxscore |

| CSM Oradea                                                  | 71–65 | Steaua CSM Eximbank București                      |
| Scorul pe sferturi: 18-18, 19-20, 15-14, 19-13              |       |                                                    |
| Pt: Richard 18 Rec: patru jucători 4 Pase: patru jucători 3 |       | Pt: Marinov, Baciu 17 Rec: Baciu 13 Pase: Taylor 4 |

| 12 februarie 2018 20:00 |

| Boxscore |

| BC SCM Timișoara                                  | 75–77 | U-BT Cluj-Napoca                                |
| Scorul pe sferturi: 15-14, 21-22, 21-20, 18-21    |       |                                                 |
| Pt: Diaz 16 Rec: Drăgușin 9 Pase: trei jucători 3 |       | Pt: Lapornik 18 Rec: Drungilas 6 Pase: Watson 4 |

### Finala
| 13 februarie 2018 19:00 |

| Boxscore |

| CSM Oradea                                          | 61–64 | U-BT Cluj-Napoca                                  |
| Scorul pe sferturi: 23-25, 11-12, 19-14, 8-13       |       |                                                   |
| Pt: Richard 18 Rec: Mandache 9 Pase: Kariniauskas 3 |       | Pt: Sakic, Watson 14 Rec: Barro 10 Pase: Watson 4 |